# Glaresis villiersi
Glaresis villiersi es una especie de coleóptero de la familia Glaresidae.

## Distribución geográfica
Habita en Mauritania.